# Искандарян, Мнацакан Фрунзевич
Мнацака́н Фру́нзевич Искандаря́н (арм. Մնացական Իսկանդարյան; род. 17 мая 1967, Ленинакан) — советский, армянский и российский борец греко-римского стиля, тренер, двукратный чемпион Европы (1991, 1992), трёхкратный чемпион мира (1990, 1991, 1994), чемпион Олимпийских игр (1992). Заслуженный мастер спорта СССР (1991). Заслуженный тренер России (2000).

## Биография
Родился 17 мая 1967 года в Ленинакане (ныне Гюмри).
Начал заниматься греко-римской борьбой в 1978 году под руководством Корюна Мовсесяна. В 1987 году стал чемпионом мира среди молодёжи. В 1988—1991 годах входил в состав национальной сборной СССР. В 1989 году выиграл серебряную медаль чемпионата Европы. В 1990 году перешёл в более тяжёлую весовую категорию и завоевал титул чемпиона мира, а в 1991 году стал победителем и чемпионатов Европы и мира.
В 1992 году, представляя Армению в Объединённой команде, одержал победу на чемпионате Европы и Олимпийских играх в Барселоне. В дальнейшем выступал под флагом России. В 1994 году третий раз стал чемпионом мира. В 1996 году был участником Олимпийских игр в Атланте. После этого завершил свою спортивную карьеру и перешёл на тренерскую работу. С 1996 года является главным тренером молодёжной сборной России.
В 2012 году включён в Зал славы Международной федерации объединённых стилей борьбы (FILA).

## Выступления на чемпионатах странах
- Чемпионат СССР по классической борьбе 1987 года — ;
- Чемпионат СССР по классической борьбе 1988 года — ;
- Чемпионат СССР по классической борьбе 1989 года — ;
- Чемпионат СССР по классической борьбе 1990 года — ;